# Malo Selo, Kiustendil
Malo Selo (în bulgară Мало Село) este un sat în comuna Bobov Dol, regiunea Kiustendil,  Bulgaria. 

## Demografie
Componența etnică a satului Malo Selo
     Bulgari (23,47%)
     Nicio identificare (76,52%)
     Altele (0%)
La recensământul din 2011, populația satului Malo Selo era de 328 locuitori. Nu există o etnie majoritară, locuitorii fiind  și bulgari (23,47%). Pentru 76,52% din locuitori nu este cunoscută apartenența etnică.